# Fácánfarkú levéljáró

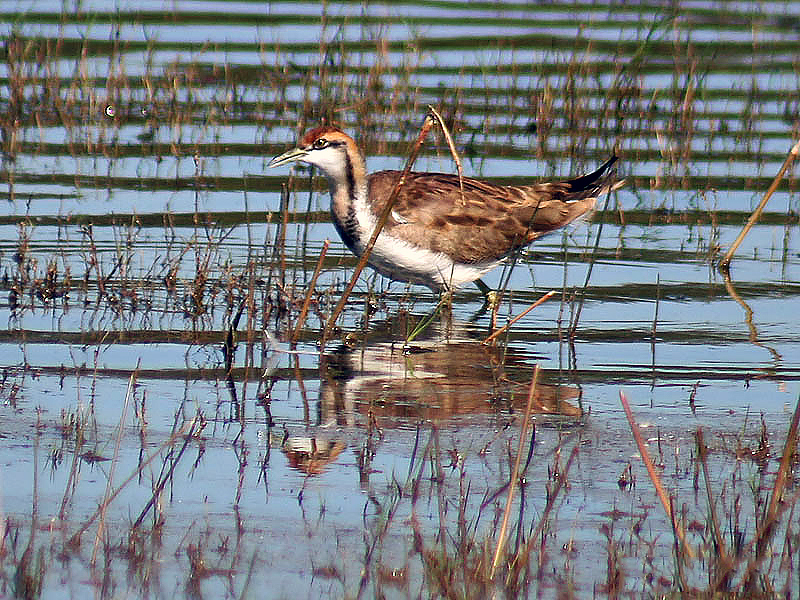

A fácánfarkú levéljáró vagy vízifácán (Hydrophasianus chirurgus) a madarak osztályának lilealakúak (Charadriiformes) rendjébe, ezen belül a levéljárófélék (Jacanidae) családjába tartozó Hydrophasianus nem  egyetlen faja.

## Előfordulása
Közép-Kínától Délkelet-Ázsiáig, valamint Indiában és Indonéziában honos, tavak és mocsarak lebegő vízinövényzetén él.

## Megjelenése
Átlagos testhossza 55 centiméter. Hosszú lábain lévő lábujjaival és karmaival nagy felületen érintkezik a vízen lévő levelekkel, ezáltal megmarad a felszínén. Arca, torka és szárnya fehér,  tarkóján sárga dísztollak találhatóak.  Nászidőszakban hosszú, fácánszerű farka van.
|  |  |

## Életmódja
A leveleken lépegetve szedegeti rovarokból, apró gerinctelenekből, békákból, halakból és magvakból álló táplálékát. Nagyobb csoportokban él.

## Szaporodása
A nemi szerepek felcserélődtek, egy tojó akár tíz hímmel is párosodhat. A vízinövények leveleire építi lebegő fészkét, a tojó lerakja a tojásokat, melyen a hím kotlik. Ha a nap forrón perzsel, úgy helyezkedik el, hogy testével beárnyékolja a tojásokat. A nedvességtől úgy óvja meg a tojásokat, hogy alájuk gyűri szárnyait, így a tojások a szárnyak belső oldalán nyugszanak. Ha a kakast megzavarják a költésben, akár 15 méter távolságra is elköltözteti a tojásokat! Ügyesen görgeti levélről levélre, s az időnkénti pihenőkben megmelegíti őket. A fiókák kikelése után a kakas egyedül felügyel rájuk. Amikor a fiókák már tudnak repülni, a vízifácánok kisebb csapatokban hosszú, tengerentúli vándorútra kelnek.
|  |